# 道の駅とわだ産直友の会
道の駅とわだ産直友の会（みちのえきとわださんちょくとものかい）とは、青森県十和田市にある農事組合法人。道の駅とわだを利用している。現在の名称は株式会社産直とわだとなっている。

## 概要
2001年、道の駅とわだ開設当初から、同駅の農産物普及コーナー（いわゆる「産直コーナー」）を利用。当初は任意団体であったが、その後法人格を取得することとなった。法人格への移行には当時の駅長が尽力。一皿会（ひとさらかい）や農産加工体験、学校給食への供給など地産地消の運動を行っている。農事組合法人という性格上、団体の事業には制限がある。この農事組合道の駅とわだ産直友の会は農事組合法人の2号法人に当たり（施設の共同利用を目的としている）、出張販売等が出来ない。また、組合員が育てた農作物を販売するか、または必ず原材料として使用しなくてはならないという制約もあるために、2009年の上期中に農事組合法人から株式会社へ組織変更を行った。

## 沿革
- 2001年
  - 10月 - 設立
  - 12月 - 道の駅とわだの供用開始
- 2004年2月 - 農事組合法人化
- 2006年10月 - 一皿会を始める
- 2007年
  - 3月 - 農林水産省生産局長賞受賞[3]
  - 9月 - 豊川代表理事が辞任し、大竹代表理事が就任
- 2008年11月 - 農薬の不適正使用にかかわる問題から、初となる除名者を出す[4][5]
- 2009年5月 - 農事組合法人から株式会社へ組織変更[要出典]

## 受賞歴
- 2007年 - 農林水産省生産局長賞[3]

## 代表者
- 2001年10月〜2007年9月 - 豊川総一
- 2007年9月〜2009年3月 - 大竹光雄
- 2009年3月〜 - 野崎能成

## 加入団体など
- かみきた産直ネットワーク（青森県上北地域県民局管内の直売所15箇所で組織する任意団体）の事務局
- 全国直売所研究会
- 社団法人青森県ふるさと食品振興協会
- 社団法人青森県物産協会